# Joaquim Silva e Luna
Joaquim Silva e Luna (Barreiros, Pernambuco, 10 de diciembre de 1949) es un general de ejército de la reserva del Ejército Brasileño, que se desempeñó como ministro de Defensa de Brasil, desde el 26 de febrero de 2018 hasta el 1 de enero de 2019, designado por el presidente Michel Temer.
Se convirtió en el primer ministro de Defensa miembro de las Fuerzas Armadas de Brasil, desde que la cartera ministerial fuera creada por el entonces presidente Fernando Henrique Cardoso en 1999.

## Biografía

### Carrera militar
Inició su carrera militar el 10 de febrero de 1969 en la Academia Militar das Agulhas Negras, donde se graduó como aspirante a oficial del arma de Ingeniería el 16 de diciembre de 1972.
Fue promovido a capitán el 31 de agosto de 1978, y cursó la Maestría en Operaciones Militares, en la Escuela de Perfeccionamiento de Oficiales en 1981. Como oficial superior, realizó un doctorado en Ciencias Militares, en la Escola de Comando e Estado-Maior do Exército, entre 1987 y 1988, trabajó como asesor militar en el Paraguay y comandó el 6.º Batallón de Ingeniería de Construcción, en Boa Vista (Roraima), de 1996 a 1998. Fue agregado de defensa de Brasil en Israel de 1999 a 2001, realizando allí un curso de las Fuerzas de Defensa de Israel en 2000.
Como oficial general, fue Comandante de la 16.ª Brigada de Infantería de Selva, en Tefé (Amazonas), de 2002 a 2004. Entre 2004 y 2006, fue director de Patrimonio y, entre 2007 y 2011, jefe del gabinete del Comandante del Ejército. Su último puesto de la carrera militar, fue el de Jefe del Estado Mayor del Ejército, entre el 10 de mayo de 2011 y el 10 de abril de 2014.

### Años posteriores
Después de su paso a la inactividad, fue designado Secretario de Personal, Enseñanza, Salud y Deporte del Ministerio de Defensa, y el 26 de octubre de 2015, fue designado Secretario General del Ministerio.
El 26 de febrero de 2018, Michel Temer lo designó ministro de Defensa interino, en reemplazo de Raul Jungmann, que fue nombrado ministro de Seguridad Pública. Fue designado formalmente el 12 de junio del mismo año, siendo la 11.º persona en ocupar el cargo.
El 2 de enero de 2019 transfirió el cargo al General de Ejército Fernando Azevedo e Silva, con la presencia del presidente Jair Bolsonaro. Se fue con un discurso en el que defendió el trabajo de su departamento. Elogió a su equipo, que sería selección para la Copa de los Amigos de 1970. Dijo que “en este mundo volátil, es necesario tener valores sólidos, porque vemos instituciones destruidas por la falta de Dios”.
El 17 de enero de 2019, fue anunciado como nuevo director general de Itaipú Binacional, central hidroeléctrica que pertenece a Brasil y Paraguay y representa el 15% de la energía consumida por los brasileños. El 26 de febrero asumió el cargo y dijo que estaba "vigilando" los gastos del estado.
Como director general de Itaipu Binacional, generó, a través de medidas de austeridad, ahorros de más de 600 millones de reales en ocho meses de gestión, invirtiendo recursos de la hidroeléctrica en la estructuración de obras como el Puente de Integración Brasil-Paraguay.
El 19 de febrero de 2021 fue propuesto para la presidencia de Petrobras por el presidente de la República, Jair Bolsonaro, cuyo oficialismo depende de la aprobación del Directorio de la empresa estatal. El Consejo tiene once miembros, entre ellos dos soldados de la reserva y el presidente Roberto Castello Branco, cuyo mandato finalizó el 20 de marzo de 2021, antes de esta fecha, Luna no pudo asumir el cargo.
El 16 de abril de 2021 fue confirmado como presidente de Petrobras, donde permaneció durante casi un año, habiendo sido destituido el 28 de marzo de 2022, en medio de una crisis por el conflicto entre Rusia y Ucrania, que contribuyó a la un aumento significativo en los precios de los combustibles. El 31 de mayo de 2022 recibió el título de Ciudadano de Honor de Paraná.